# Tennis op de Olympische Zomerspelen 1908
Tennis is een van de sporten die beoefend werden tijdens de Olympische Zomerspelen 1908 in Londen.

## Medailles

### Medaillewinnaars
| Onderdeel                 | Goud | Goud                             | Zilver | Zilver                           | Brons | Brons                             |
| ------------------------- | ---- | -------------------------------- | ------ | -------------------------------- | ----- | --------------------------------- |
| Mannenenkelspel           | GBR  | Josiah Ritchie                   | GER    | Otto Froitzheim                  | GBR   | Wilberforce Eaves                 |
| Vrouwenenkelspel          | GBR  | Dorothea Chambers                | GBR    | Penelope Boothby                 | GBR   | Joan Winch                        |
| Mannendubbelspel          | GBR  | George Hillyard Reginald Doherty | GBR    | Josiah Ritchie James Cecil Parke | GBR   | Clement Cazalet Charles Dixon     |
| Mannenenkelspel (indoor)  | GBR  | Arthur Gore                      | GBR    | George Caridia                   | GBR   | Josiah Ritchie                    |
| Vrouwenenkelspel (indoor) | GBR  | Gwendoline Eastlake Smith        | GBR    | Alice Greene                     | SWE   | Märtha Adlerstråhle               |
| Mannendubbelspel (indoor) | GBR  | Herbert Barrett Arthur Gore      | GBR    | George Caridia George Simond     | SWE   | Wollmar Boström Gunnar Setterwall |

### Medaillespiegel
| Rang   | Land             | Goud | Zilver | Brons | Totaal |
| ------ | ---------------- | ---- | ------ | ----- | ------ |
| 1      | Groot-Brittannië | 6    | 5      | 4     | 15     |
| 2      | Duitsland        | 0    | 1      | 0     | 1      |
| 3      | Zweden           | 0    | 0      | 2     | 2      |
| Totaal | Totaal           | 6    | 6      | 6     | 18     |

Athene 1896 · 
Parijs 1900 · 
St. Louis 1904 · 
Athene 1906 ·
Londen 1908 · 
Stockholm 1912 · 
Antwerpen 1920 · 
Parijs 1924 · 
Mexico-stad 1968 (demonstratie) · 
Los Angeles 1984 (demonstratie) · 
Seoel 1988 · 
Barcelona 1992 · 
Atlanta 1996 · 
Sydney 2000 · 
Athene 2004 · 
Peking 2008 · 
Londen 2012 · 
Rio de Janeiro 2016  · 
Tokio 2020  · 
Parijs 2024  · 
Los Angeles 2028 
Medaillewinnaars
Atletiek · Boksen · Boogschieten · Hockey · Jeu de paume · Kunstrijden · Lacrosse · Motorbootracen · Polo · Rackets · Roeien · Rugby · Schermen · Schietsport · Schoonspringen · Tennis · Touwtrekken · Turnen · Voetbal · Waterpolo · Wielersport · Worstelen · Zeilen · Zwemmen